# Обертинская, Беата
Беата Обертинская (пол. Beata Obertyńska; 1898—1980) — польская поэтесса, писательница.

## Биография
Беата родилась в городе Сколе в семье инженера Вацлава Вольского и поэтессы Марыли Вольской, провела детство и молодость во Львове.
В 1920 году Беата опубликовала первый поэтический сборник. В 1926 году была опубликована её повесть «Гитара и эти там». Затем опубликовала сборники лирической поэзии «Пчелы в подсолнухах» (1927), «Придорожный боярышник» и «Кленовые мотыльки» (1932). После замужества сменила фамилию на Обертинская. Детей не имела. В 1937 году её муж умер.
В 1936–1938 годах училась в Театральном институте во Львове, была актрисой в местном театре.
После занятия Львова советскими войсками в сентябре 1939 года в июле 1940 года Обертинская была арестована органами НКВД. 17 мая 1941 года она была приговорена Особым совещанием при НКВД СССР к 5 годам заключения как социально-опасный элемент. Но ещё до этого, в ноябре 1940 года, она была этапирована в Воркутлаг, куда прибыла в июле 1941 года.
Вскоре, в августе 1941 года, была объявлена амнистия для бывших польских граждан и 18 сентября 1941 года Обертинская была освобождена. Она отправилась в Узбекистан, где присоединилась к армии Андерса. В марте 1942 года вместе с армией Андерса она прибыла в Иран. Вместе с вспомогательными частями армии она побывала в Палестине, Египте, Италии.
После окончания войны Обертинская эмигрировала в Великобританию, где в 1946 году опубликовала воспоминания «В доме неволи» о заключении в СССР (изданы в русском переводе в 2017 году). В Великобритании печатались её последующие сборники, в частности «Мед и полынь» (1972). Лишь в 1983 году, посмертно, в ПНР были изданы её «Избранные стихотворения».